# ヤーコプ・シュポレンベルク
ヤーコプ・シュポレンベルク（ドイツ語: Jakob Sporrenberg, 1902年9月16日 - 1952年12月6日）は、ナチス・ドイツの親衛隊（SS）の将軍。最終階級は親衛隊中将及び警察中将（SS-Gruppenführer und Generalleutnant der Polizei）。

## 略歴
デュッセルドルフで庭師の息子として生まれる。兄にヒンツァート強制収容所所長を務めたパウル・シュポレンベルク（de:Paul Sporrenberg）がいる。機械工としての職業訓練を受ける。1919年に義勇軍に参加し１年半の間所属した。
1922年に国家社会主義ドイツ労働者党に入党。フランス占領下のルール地方においてサボタージュを行ったため、フランス当局により1924年3月から1925年8月の間投獄される。1921年からデュッセルドルフの電話交換手として働く。
1925年8月25日に突撃隊に入隊し、突撃隊第39連隊に属した。12月15日に再建されたナチ党に再入党する（党員番号25,585）。1929年8月1日にデュッセルドルフのヒトラーユーゲント指導者となる。
1930年10月1日に親衛隊に入隊（隊員番号3,809）。1930年12月15日から親衛隊第54小隊の指揮官、1931年11月21日にはデュッセルドルフの親衛隊第 20連隊指揮下にある第１大隊指揮官となる。1932年7月4日からデュッセルドルフの親衛隊第20連隊指揮官に任命される。1933年9月20日には第XX親衛隊地区（本部はキール）の指導者となり、11月には親衛隊守備隊司令官も兼任した。
1933年3月5日のドイツ国会選挙で選挙区22区（デュッセルドルフ）選出の国会議員となる。1935年に少尉として第26歩兵連隊で訓練を受ける。1937年にSD本部及び保安警察本部に所属しケーニヒスベルクの保安警察及びSD監察官(Inspekteur der Sicherheitspolizei und des SD)となる。
1939年9月26日に親衛隊上級地区「ライン川」、10月1日には「ライン川」親衛隊及び警察高級指導者に任命される。1940年6月18日に親衛隊上級地区「北東」指導者、6月21日に「北東」親衛隊及び警察高級指導者となる。1941年の5月から6月にかけて秩序警察と保安警察で研修を受け、7月21日に「白ロシア」親衛隊及び警察指導者となる。1941年8月に大管区指導者エーリヒ・コッホの特命幕僚となる。1943年8月16日に「ルブリン」親衛隊及び警察指導者となり収穫祭作戦に関与した。1944年11月に親衛隊上級地区「オスト」の幕僚員となり、2週間後に親衛隊上級地区「北」に異動した。1944年11月21日に「南部ノルウェー」親衛隊及び警察指導者となる。
1945年5月にノルウェーで逮捕され、ポーランドへ移送された。1950年ポーランドの裁判所で死刑を宣告され、1952年12月6日にワルシャワで絞首刑に処せられた。

## キャリア

### 階級
- 1930年12月15日、親衛隊少尉(SS-Sturmführer)
- 1931年11月21日、親衛隊少佐(SS-Sturmbannführer)
- 1932年11月9日、親衛隊大佐(SS-Standartenführer)
- 1933年11月9日、親衛隊上級大佐(SS-Oberführer)
- 1936年1月30日、親衛隊少将 (SS-Brigadeführer)
- 1940年1月1日、親衛隊中将（SS-Gruppenführer）
- 1943年7月7日、警察中将(Generalleutnant der Polizei）

### 受章歴
- 鉄十字勲章
  - 二級鉄十字章(1941年6月20日)
  - 一級鉄十字章(1944年11月30日)
- 戦功十字章
  - 二級剣付戦功十字章
  - 一級剣付戦功十字章
- 勤続章（de:Dienstauszeichnung）
  - ナチ党勤続章
    - 銅章
    - 銀章
    - 金章（1942年1月30日）
- 1938年3月13日記念メダル
- 1938年10月1日記念メダル
- 黄金ナチ党員バッジ（1942年1月30日）
- 黄金名誉ヒトラー・ユーゲントバッジ
- ドイツスポーツ勲章（de:Deutsches Reichssportabzeichen）
  - 銀章
- SAスポーツ勲章（SA-Sportabzeichen）
  - 金章
- 親衛隊全国指導者名誉長剣
- 親衛隊名誉リング